# Oncideres ochreostillata
Oncideres ochreostillata är en skalbaggsart som beskrevs av Dillon 1952. Oncideres ochreostillata ingår i släktet Oncideres och familjen långhorningar. Inga underarter finns listade i Catalogue of Life.